# Швеция на «Евровидении-1995»
Швеция принимала участие в сороковом выпуске телевизионного конкурса Евровидение-1995, который состоялся 13 мая в театре "Пойнт" в Дублине, Ирландия. Страну представлял певец Ян Йохансен с балладой Se på mig ("Посмотри на меня"), написанной Хоканом Алмквистом, Бобби Юнггреном и Ингелой Форсман. По итогам голосования он занял третье место из 23, набрав 100 баллов. Данный результат позволил Швеции принять участие на Евровидение-1996. Поэтому, Se på mig стала предшественницей шведской заявки 1996 года Den vilda в исполнении группы One More Time. Конкурс был показан SVT на канале SVT 2 с комментариями Перниллы Монссон и Коге Гимтелля. Глашатаем от Швеции был Бьёрн Хедман.

## До «Евровидения»

### Melodifestivalen 1995
Начиная с 1958 года шведская телекомпания SVT отвечает за организацию отбора заявки на Евровидение и дальнейшую трансляцию конкурса. С 1959 года SVT традиционно проводит национальный отбор под названием Melodifestivalen с участием нескольких артистов и песен. Тридцать четвёртый выпуск Melodifestivalen состоялся 24 февраля 1995 года в Мальмё-опера. Ведущей была Пернилла Монссон Кольт. Десять песен из поступивших вещателю 986 приняло участие в финале, где пять из них были допущены к участию во втором раунде. Победитель определялся голосами жюри из 11 городов Швеции. Среди конкурсантов были группа Arvingarna, представлявшая Швецию на Евровидение-1993 и Саймон Одаль, представлявший Швецию на Евровидение-1990 как участник группы Edin-Ådahl.
| Порядковый номер | Исполнитель                                           | Название песни          | Автор(ы)                                        | Результат |
| ---------------- | ----------------------------------------------------- | ----------------------- | ----------------------------------------------- | --------- |
| 1                | Ульрика Борнмарк и Горан Рудбо                        | Jag tror på dig         | Дан Борнмарк, Ульрика Борнмарк                  | Не прошёл |
| 2                | Джессика Пилнес                                       | Jag ger dig allt        | Кристер Лунд, Микаэль Вендт                     | Прошёл    |
| 3                | Паула Окесдоттер-Ярл                                  | Om du inte tror mig     | Йон Экедаль                                     | Прошёл    |
| 4                | Ян Йохансен                                           | Se på mig               | Хокан Алмквист, Бобби Юнггрен, Ингела Форсман   | Прошёл    |
| 5                | Бьёрн Хедстрём                                        | Du är drömmen jag drömt | Андерс Бёрьессон                                | Не прошёл |
| 6                | Arvingarna                                            | Bo Diddley              | Лассе Хольм, Герт Ленгстранд                    | Не прошёл |
| 7                | Тина Лейонберг и Моника Сильверстранд                 | Himmel på vår jord      | Пер Андреассон                                  | Не прошёл |
| 8                | Ник Борген                                            | Joanna                  | Стефан Берг                                     | Не прошёл |
| 9                | Сесилия Веннерстен                                    | Det vackraste           | Нанна Грёнвалль, Мария Родстен, Петер Грёнвалль | Прошёл    |
| 10               | Лассе Линдбом, Джейн Барк, Майкл Столт и Саймон Одаль | Följ dina drömmar       | Пер Андреассон, Андерс Даннвик                  | Прошёл    |

| Порядковый номер | Исполнитель                                           | Название песни      | Очки | Место |
| ---------------- | ----------------------------------------------------- | ------------------- | ---- | ----- |
| 1                | Джессика Пилнес                                       | Jag ger dig allt    | 45   | 3     |
| 2                | Паула Окесдоттер-Ярл                                  | Om du inte tror mig | 31   | 4     |
| 3                | Ян Йохансен                                           | Se på mig           | 64   | 1     |
| 4                | Сесилия Веннерстен                                    | Det vackraste       | 61   | 2     |
| 5                | Лассе Линдбом, Джейн Барк, Майкл Столт и Саймон Одаль | Följ dina drömmar   | 30   | 5     |

## На «Евровидении»
В 1993 году в связи с распадом СССР, СФРЮ и ликвидацией Организации Варшавского договора Европейский вещательный союз ввёл правило о квалификации для стран-участниц конкурса. Согласно нему страны, занявшие первые восемнадцать мест, проходят квалификацию на участие в следующем выпуске Евровидения. Поскольку Швеция заняла 13-е место по итогам Евровидения-1994, то она прошла квалификацию. В Дублине Йохансен выступал под номером 18, между Кипром и Данией. Перед конкурсом букмекеры номинировали Швецию как одного из фаворитов на победу. По итогам голосования Йохансен занял третье место из 23, набрав 100 баллов, включая максимальные 12 баллов от Дании, Германии и Ирландии. Несмотря на изменение для следующего выпуска Евровидения правила о квалификации, Швеции удалось принять участие на Евровидение-1996. 12 баллов шведское жюри присудило Дании и 0 баллов России. Россия присудила Швеции 6 баллов. Дирижёром оркестра во время исполнения шведской песни был Андерс Берглунд.

### Голосование
| Очки      | Страна                            |
| --------- | --------------------------------- |
| 12 баллов | - Германия - Дания - Ирландия     |
| 10 баллов | - Польша                          |
| 8 баллов  | - Австрия - Норвегия - Португалия |
| 7 баллов  |                                   |
| 6 баллов  | - Великобритания - Россия         |
| 5 баллов  |                                   |
| 4 балла   | - Исландия - Кипр                 |
| 3 балла   | - Мальта - Франция                |
| 2 балла   | - Босния и Герцеговина            |
| 1 балл    | - Словения - Турция               |

| Очки      | Страна         |
| --------- | -------------- |
| 12 баллов | Дания          |
| 10 баллов | Ирландия       |
| 8 баллов  | Кипр           |
| 7 баллов  | Словения       |
| 6 баллов  | Исландия       |
| 5 баллов  | Великобритания |
| 4 балла   | Австрия        |
| 3 балла   | Франция        |
| 2 балла   | Израиль        |
| 1 балл    | Мальта         |